# Jessica Stam
Jessica Elizabeth Stam (Kincardine, 23 aprile 1986) è una supermodella canadese.

## Biografia
Nata e cresciuta in una fattoria a Kincardine (Ontario) da una famiglia molto religiosa, Jessica Stam progettava di diventare un dentista, prima di essere notata da Michèle Miller, impresario di una agenzia di moda di Barrie.

## Carriera
Dopo aver vinto un concorso per modelle nel 2002, la Stam appare in ogni campagna pubblicitaria realizzata dal fotografo Steven Meisel. Dopo essere apparsa sulle copertine delle edizioni inglesi e tedesche di Vogue, la Stam viene scelta per le pubblicità di Marc Jacobs, Anna Sui, Vera Wang, Valentino, Miu Miu, Gucci, Prada, Dolce & Gabbana, Versace, Holt Renfrew, Dior, BCBG Max Azria, Lanvin, Roberto Cavalli, Bulgari, H&M, DKNY e Morellato. Nel 2004, la Stam appare anche nel cortometraggio Agent Orange.
Ispirandosi a lei, Marc Jacobs disegna la borsetta Marc Jacobs Stam. Nel 2006 Jessica Stam sfila per Victoria's Secret ed appare nella campagna pubblicitaria di Rochas diretta da Bruno Aveillan. Soltanto nella primavera dello stesso anno partecipa a 64 sfilate durante le settimane della moda di Milano, Parigi e New York, sfilando, fra gli altri, per Chanel, Christian Lacroix, Christian Dior, Givenchy, e Jean-Paul Gaultier. Dopo essere stata posizionata al numero 4 della classifica stilata dal sito models.com relativo alle 50 migliori modelle, viene eletta supermodel nel numero di maggio 2007 di Vogue America, insieme a Doutzen Kroes, Caroline Trentini, Raquel Zimmermann, Sasha Pivovarova, Agyness Deyn, Coco Rocha, Hilary Rhoda, Chanel Iman, e Lily Donaldson.
Nel luglio 2007, con un guadagno annuo stimato intorno a 1.5 milioni di dollari, la rivista Forbes la nomina la quindicesima modella di maggior successo al mondo. In seguito Jessica Stam ha arricchito il proprio curriculum, lavorando per Bulgari, Dior, Lanvin, Escada, Miss Sixty, Loewe e Kenzo, ed è stata testimonial per il profumo Onde di Giorgio Armani, per Dolce & Gabbana e Bulgari.
Nel 2010 e 2011 è stata protagonista della campagna Morellato. Nel 2013 viene scelta come testimonial per la linea di intimo Oysho Nel 2015 è una delle protagoniste delle campagne di Marc Jacobs e Kocca.
Nel 2020 fu scelta come testimonial della campagna pubblicitaria primavera/estate di Dolce&Gabbana.

## Vita privata
Ha una figlia, nata il 17 ottobre 2018.

## Campagne pubblicitarie

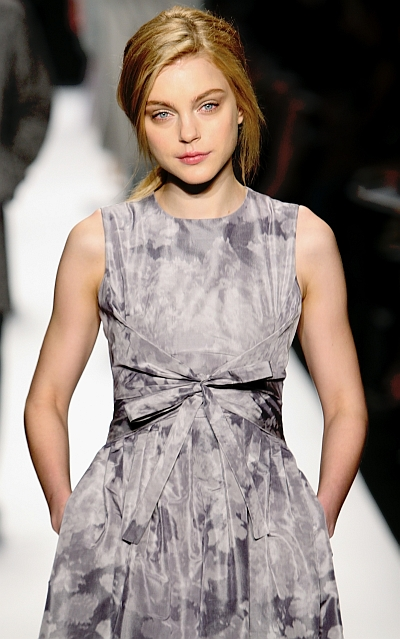
Jessi Stam in passerella per Michael Kors nel 2008.

Agent Orange, Aldo, Americana Manhasset, Anna Sui "Flight of Fancy" fragrance, Anna Sui "Secret Wish" fragrance, Atsuro Tayama, Banila.B, BCBG by Max Azria, Bonne Belle, Bottega Veneta, Bulgari, Bulgari accessories, Bulgari eyewear, Burberry, Cerruti Jeans, Calvin Klein "CK One" fragrance, Christian Dior, Christian Dior make-up, DKNY, DKNY "Delicious Night" fragrance, Dolce & Gabbana, Dolce & Gabbana eyewear, Dolce & Gabbana Resort, Express, Fendi, Fendi eyewear, Gap, Giorgio Armani, Giorgio Armani eyewear, Giorgio Armani "Onde" fragrance, Gucci, Holt Renfrew, H&M, Jones New York, Kenzo, Lanvin, Loewe, Luisa Cerano, Mango, Marc Jacobs, Martine Sitbon, Mercedes Benz, Miss Sixty, Miu Miu, Morellato, Neiman Marcus, Nina Ricci, Nina Ricci "Ricci Ricci" fragrance, Prada, Roberto Cavalli, Roberto Cavalli Class, Roberto Cavalli for H&M, Rochas, Rochas "Eau de Rochas" fragrance, Santa Lolla, St.John, Valentino, Vera Wang, Versus by Versace, Calliope (azienda).